# 妙想天开
是一部1985年的英國反烏托邦科幻电影，由特里·吉列姆執導，乔纳森·普赖斯以及罗伯特·德尼罗等主演。

## 剧情概要
未来世界某处，政府与恐怖分子作坚苦卓绝斗争，因为一項程式漏洞，信息单上的名字出了错，于是人被错捕、被错杀。在信息部门工作的山姆奉命去冤死者家里送支票，却意外发现自己一直做梦梦见的女郎。此后他开始了坚持不懈寻找该位女郎的努力。

## 演員
- 乔纳森·普赖斯 飾演 Sam Lowry
- 金·格雷斯特（英语：Kim Greist） 飾演 Jill Layton
- 罗伯特·德尼罗 飾演 Archibald "Harry" Tuttle
- 凱瑟琳·哈蒙（英语：Katherine Helmond） 飾演 Mrs. Ida Lowry
- 伊恩·荷姆 飾演 Mr. Kurtzmann
- 鮑勃·霍斯金斯 飾演 Spoor
- 麥可·帕林 飾演 Jack Lint
- 伊恩·理查森（英语：Ian Richardson） 飾演 Mr. Warrenn
- 彼得·沃恩 飾演 Mr. Helpmann

## 外部連結
- 互联网电影数据库（IMDb）上《Brazil》的资料（英文）
- Box Office Mojo上《Brazil》的資料（英文）
- 爛番茄上《Brazil》的資料（英文）
- Wide Angle Closeup: The Terry Gilliam Files（页面存档备份，存于） - Interviews and production stories on Brazil
- Brazil Screenplay（页面存档备份，存于）, Terry Gilliam, Tom Stoppard & Charles McKeown, Daily Script（页面存档备份，存于） website
- DGA magazine interview with Gilliam
- Hamel, James Keith. Modernity and Mise-en-scene: Terry Gilliam and Brazil（页面存档备份，存于）, from Images: Journal of Film and Popular Culture